# Fuling-Mausoleum

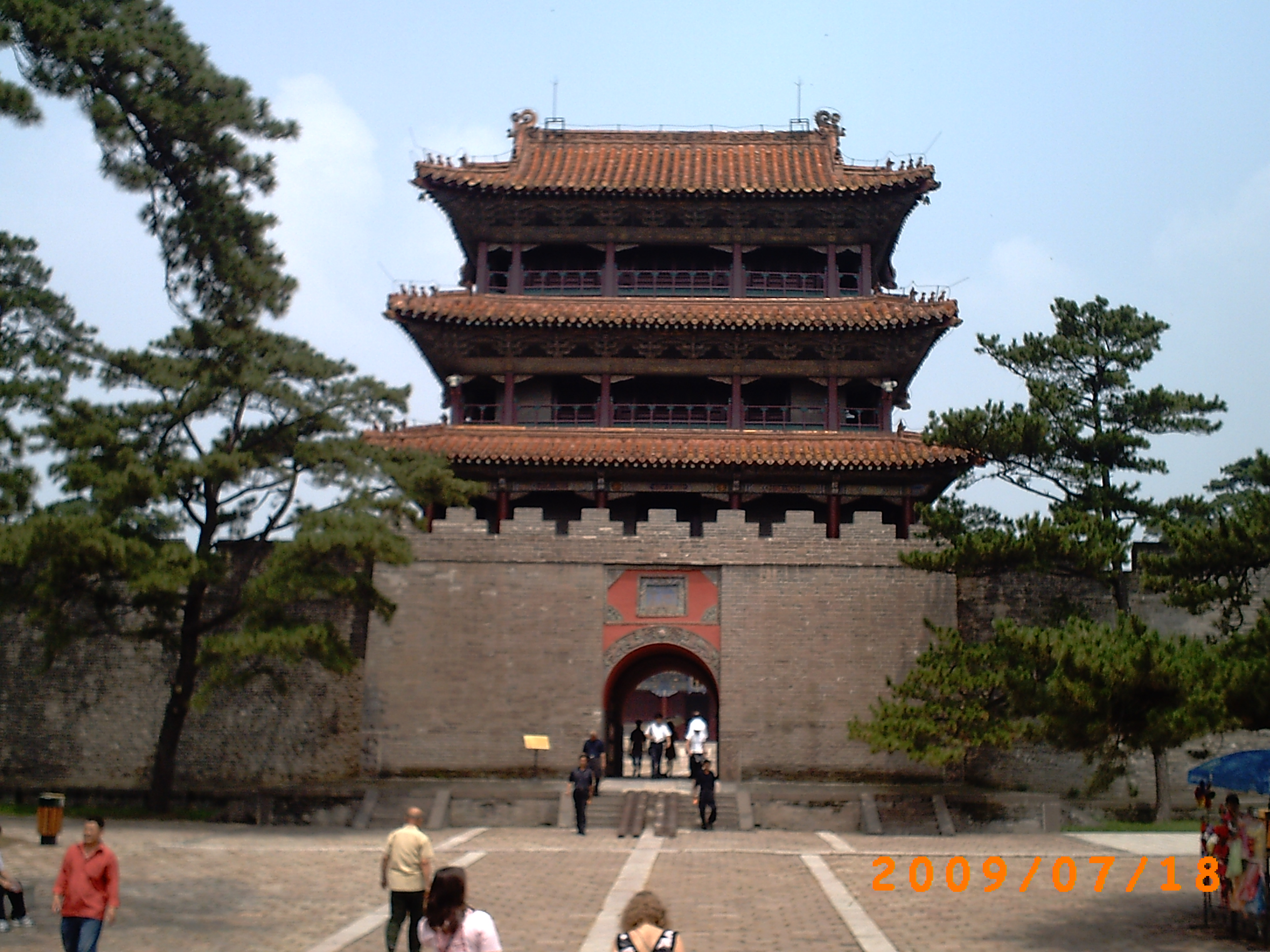
Fuling-Mausoleum

Das Fuling-Mausoleum (chinesisch 福陵, Pinyin Fúlíng) ist das Grab des Nurhaci (Qing Taizu, 1558–1626) und seiner Ehefrau Monggo (d. h. der Kaiserin Xiao Ci Gao aus dem Yehe-Nara-Klan (孝慈高皇后叶赫那拉氏), 1575–1603). Es befindet sich im Nordosten von Shenyang in der nordostchinesischen Provinz Liaoning und wird auch Östliches Mausoleum (Dongling) genannt. Es wurde von 1629 bis 1651 erbaut. Vor ihm liegt der Fluss Hun He, hinter ihm das Gebirge Tianzhu Shan, ein Ausläufer des Changbai Shan.
Es steht seit 1988 auf der Liste der Denkmäler der Volksrepublik China (3-257) und seit 2004 auf der Liste des UNESCO-Welterbes.